# Rhyne Hughes
John Rhyne Hughes, né le 9 septembre 1983 à Picayune (Mississippi) aux États-Unis, est un joueur américain de baseball évoluant en Ligue majeure de baseball avec les Orioles de Baltimore. Il fait ses débuts en Ligue majeure le 24 avril 2010.

## Carrière
Après des études secondaires à la Picayune High School de Picayune (Mississippi), Rhyne Hughes suit des études supérieures à la Pearl River Community College où il porte les couleurs des Wildcats.
Hughes est drafté en juin 2004 par les Rays de Tampa Bay au huitième tour de sélection. Il perçoit un bonus de 275 000 dollars à la signature de son premier contrat professionnel.
Encore joueur de Ligues mineures, Hughes est transféré chez les Orioles de Baltimore le 15 août 2009 à l'occasion d'un échange contre Gregg Zaun.
Il passe cinq saisons en Ligues mineures avant de faire ses débuts en Ligue majeure le 24 avril 2010. Hugues réussit un coup sûr sur la première balle qu'il doit négocier au plus haut niveau.

## Statistiques
| Saison | Équipe    | G  | AB | R | H  | 2B | 3B | HR | RBI | SB | BA    |
| ------ | --------- | -- | -- | - | -- | -- | -- | -- | --- | -- | ----- |
| 2010   | Baltimore | 14 | 47 | 3 | 10 | 2  | 0  | 0  | 4   | 0  | 0,213 |
| Totaux | Totaux    | 14 | 47 | 3 | 10 | 2  | 0  | 0  | 4   | 0  | 0,213 |

Note : G = Matches joués ; AB = Passages au bâton; R = Points ; H = Coups sûrs ; 2B = Doubles ; 3B = Triples ; 
HR = Coup de circuit ; RBI = Points produits ; SB = Buts volés ; BA = Moyenne au bâton.